# Periphyllus americanus
Periphyllus americanus är en insektsart som först beskrevs av Baker, A.C. 1917.  Periphyllus americanus ingår i släktet Periphyllus och familjen långrörsbladlöss. Inga underarter finns listade i Catalogue of Life.